# Єва Жила
Єва Ельжбета Жила (пол. Ewa Elzbieta Żyła; нар. 29 грудня 1982, Стшеґом, Польща) — польська футболістка та тренерка, півзахисниця. Виступала за національну збірну Польщі.

## Клубна кар'єра
Футбольну кар'єру розпочала в молодіжній команді АКС (Стшеґом), а в 2001 році приєдналася до КС АЗС (Вроцлав). Жива швидко стала однією з основних футболісток команди, з якою шість разів вигравала Екстралігу в період з 2002 по 2007 рік, тричі ставала володарем та двічі фіналістом Кубку Польщі. У футболці вроцлавського клубу зіграла 17 матчів та відзначилася 4-ма голами в Лізі чемпіонів УЄФА. У сезоні 2008/09 років переїхала до Німеччини і виступала в оренді за жіноче відділення берлінської «Герти». Але після того, як Жила не змогла закріпитися в берлінській команді, повернулася до Польщі і зіграла ще один сезон за свій клуб КС АЗС (Вроцлав). 
У сезоні 2010/11 років покинула клуб й перейшла в «Унію» (Ратибор). Відіграла за ратиборок в жіночій Лізі чемпіонів УЄФА 2010/11 та повернулася до Німеччини в червні 2011 року. З липня 2011 року підписала контракт з німецьким клубом другого дивізіону «Меппен». З 5 по 25 липня 2012 року перебувала перегляді у представника Бундесліги «Єна». 4 лютого 2013 року залишила «Меппен» й завершила футбольну кар'єру.

## Кар'єра в збірній
З 2004 року викликалася за національну збірну Польщі. Дебютувала за національну команду 1 травня 2004 року в кваліфікації чемпіонату Європи 2005 року. Учасниця кваліфікації до чемпіонату світу 2007 року (5 матчів) та чемпіонату Європи 2009 року.

## Кар'єра тренерки
Під час свого другого року перебування в «Меппені», у сезоні 2012/13 років, разом із головним тренером Томмі Стротом була помічницею тренера дівочої команди «Меппена» (WU-17). Після завершення кар’єри гравчині та відходу з «Меппена» працювала тренеркою в академії «Унії» (Ратибор).

## Особисте життя
Здобула ступінь магістра спортивних наук у Спортивній академії Вроцлава й, окрім активної футбольної кар’єри, працює терапевткою у MOVING GmbH. Також має тренерську ліцензію C Польського футбольного союзу.

## Футзальна кар'єра
Після повернення до Польщі та завершення футбольної кар’єри влітку 2013 року виступає в одному з найтитулованіших клубів чемпіоонату Польщі з футзалу «Унія» (Ратибор).

## Досягнення
- Екстраліга
  -  Чемпіон (6): 2002, 2003, 2004, 2005, 2006, 2007

- Кубок Польщі
  -  Володар (3): 2003, 2004, 2007
  -  Фіналіст (2): 2002, 2006